# Viana (Angola)
Viana è una municipalità dell'Angola appartenente alla Provincia di Luanda. La municipalità di Viana è limitata a nord dal municipio di Cacuaco, a est dal municipio di Icolo e Bengo, a sud dal municipio di Kissama e a ovest dall'oceano atlantico e dai municipi di Samba e Rangel.
Il municipio di Viana fu fondato nel 1963 ed è costituito da 8 distretti.